# Röda fanor (tidskrift)
Röda fanor var en svensk socialistisk månatlig tidskrift utgiven 1920–1923.
Tidskriften bar undertitlarna "tidskrift för den fria kommunismen" (1920–1922) samt "tidskrift för litteratur, stats- och samhällskritik" (1922–1923) och gavs ut av Sverges ungsocialistiska parti som komplement till dess veckotidning Brand. Redaktörer var Albert Jensen (1920–1921) respektive C.J. Björklund (1922–1923).
Tidskriften publicerade texter och artiklar av svenska och utländska skribenter, bland andra Christian Cornélissen, Max Friedmann, Ivar Lundberg, Errico Malatesta, Axel Karlsson, Frans Severin, Ernst Lundqvist, Gustav Hedenvind-Eriksson, Pjotr Kropotkin, Otto Rühle, Fritz Jonsson, Johan Sandgren (en), Emil Manus, Maria Spiridonova, Axel Andersson, Ragnar Casparsson, Eugén Alban, Augustin Souchy, Grigori Maximoff, Rudolf Rocker, Michail Bakunin, Isaak Steinberg, Maria Isidine, Max Nettlau, Alexandra Kropotkin, Hilda Peter, Alfred Kämpe, Alfred M. Nielsen, Theo Argence, Auguste Herclet, Ferdinand Domela Nieuwenhuis, Johann Most, Han Ryner, Axel Henriksson, Theodor Bartosek samt Ernst Didring.